# Кирчів Галина Іванівна

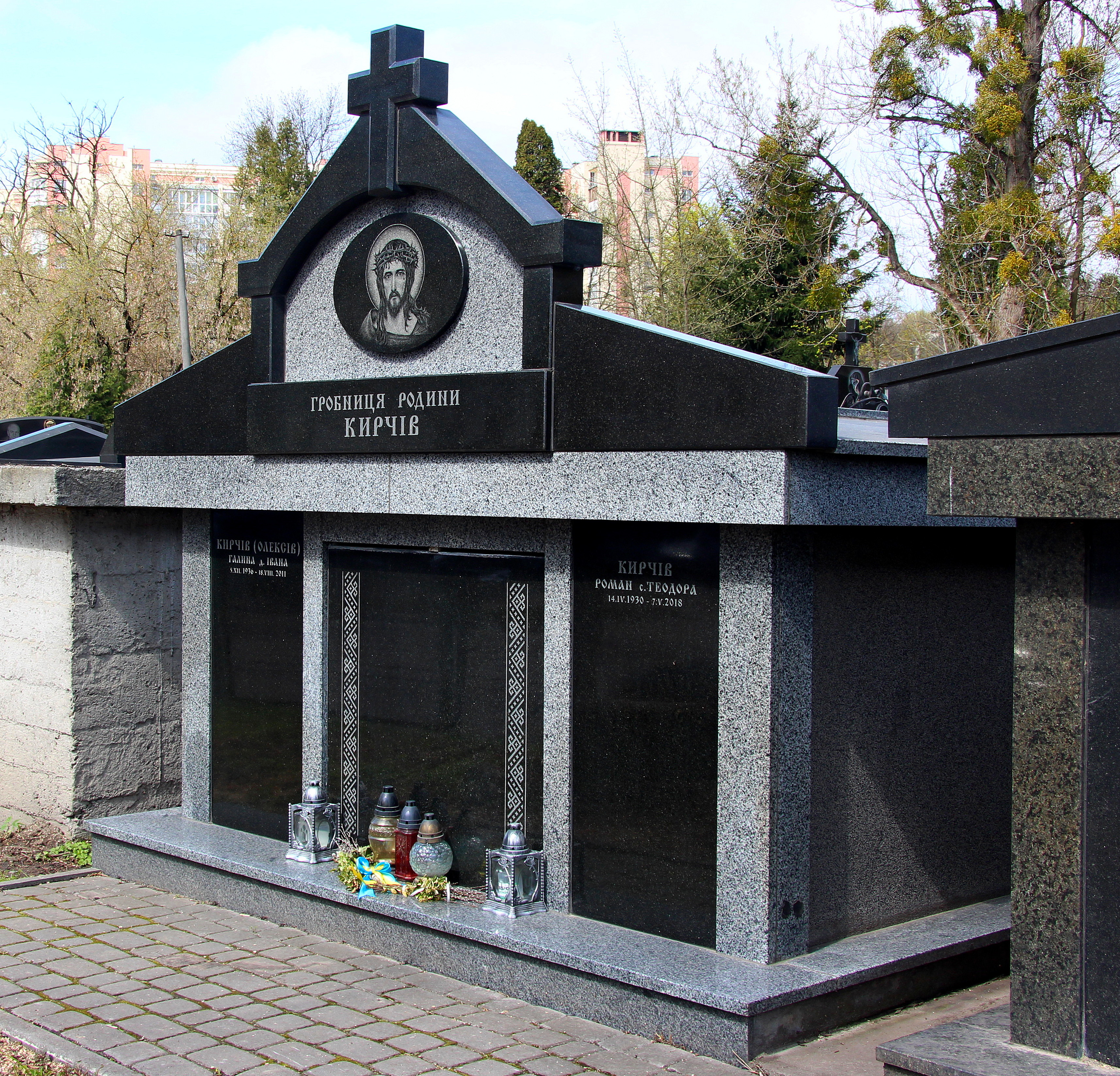

Кирчів Галина Іванівна (нар. 6 січня 1937, Львів — 18 серпня 2011, Львів) — радянська та українська вчена-хімік, кандидат хімічних наук (1970). Дружина відомого українського етнографа та літературознавця Романа Кирчева..

## Біографія
Кирчів Галина Іванівна закінчила Львівський університет у 1958 р.
У 1963–1967 рр. викладала неорганічну та аналітичну хімію у Львівському університеті, протягом 1967–1970 рр. – у Лісотехнічному інституті та у 1970-1999 рр. – в Академії ветеринарної медицини.
Померла у Львові , похована на 59 полі Янівського цвинтаря.

## Наукові дослідження
Основний напрям – кристалохімія інтерметалідів літію (фази Лавеса).

## Основні наукові праці
- Кристаллические структуры тройных соединений в системах Li–Cu–Al и Li–Zn–Al // Кристаллография. 1963. Т. 8, № 6 (співавт.);
- Потрійні фази Лавеса в системах Li–Cu–Zn, Li–Cu–Ga i Li–Cu–Ge // Доп. АН УРСР. 1965. № 10 (співавт.);
- Кристалічна структура сполуки LiCu2Sn // Там само. 1970. № 1 (співавт.).